# Чкаловськ
Чка́ловськ (рос. Чкаловск) — місто (з 1955) в Нижньогородській області, Росія, адміністративний центр Чкаловського району.
Перейменовано на честь В. П. Чкалова, уродженця поселення Васильєва (попередня назва Чкаловська). У місті є меморіальний музей В. П. Чкалова.

## Географія
Місто розташоване на правому березі Волги (Горьковское водосховище), за 58 км від залізничної станції станції Заволжя-пасажирська і за 97 км на північний захід від Нижнього Новгорода.

## Історія
Чкаловськ виник в XII столітті та називався тоді Васильєвою Слободою на честь свого засновника, князя Василя Юрійовича, сина Юрія Долгорукого. Підставою створення поселення послужило те, що воно служило запасним пунктом оборони для Городця. Коли Юрій Долгорукий відвоював у черемисів містечко Малий Кітеж, він перейменував його в Городець Радилов і посадив там воєводою свого сина Василя Юрійовича. Василь в свою чергу, щоб мати запасний пункт оборони від набігів угорських народів побудував на правому березі фортецю, яку назвали Васильєва Слобода.
У XIV — XVII століттях Васильєва Слобода належала князям Шуйським і була їх родовою вотчиною. Її останнім господарем з роду Шуйських був цар Василь IV Іванович.
З 1610 по 1764 Васильєва Слобода була володінням московського Вознесенського монастиря, після слобода стала державним економічним селом.
У селі займалися різними промислами. Широко було розвинене виготовлення гончарного посуду. У середині XIX століття було до 25 гончарних майстерень. Глиняний посуд по весні сплавляли на барках в пониззя Волги і на Каму.
У XIX столітті Васильєва Слобода була одним з основних постачальників бурлак для Волги.
У другій половині XIX століття на Волзі з'явилися пароплави та великовантажні баржі. Це викликало потребу в днопоглиблювальному флоті, оскільки річка сильно міліла. У вересні 1883 було розпочато будівництво майстерень. В свою чергу це викликало приплив населення, село стало стрімко рости.
Встановлення радянської влади у селі не зустріло великих ускладнень. Весь флот, що стояв у затоні, був збережений, відремонтований, підготовлений до націоналізації, а згодом багато суден були переобладнані для Волзької військової флотилії.
У 1920-і роки Васильєвські казенні майстерні виросли у великий суднобудівний та судноремонтний завод, якому привласнили ім'я В. І. Ульянова (Леніна).
У серпні 1937 після скоєння В. П. Чкаловим рекордного перельоту через Північний полюс в США, селище Васильєва було перейменовано на честь знаменитого земляка в Чкаловськ.
У роки війни підприємства селища випускали продукцію військового призначення.
У 1950-і роки через будівництво Горьковської ГЕС велика частина Чкаловська потрапила в зону затоплення. Довелося перенести частину будинків, на новому місці було відбудовано суднобудівний завод.
У 1955 Чкаловську було привласнено статус міста.

## Промисловість
- ВАТ «Чкаловська судноверф»;
- ВАТ «Політ»;
- Швейна фабрика (дитячий одяг);
- ЗАТ «Гипюр» (строчевишивальна фабрика);
- ТОВ «Льон»;
- Завод шампанських вин ТОВ «Бальзам»;
- ЗАТ «Світлана»;
- ТОВ «Чкаловський плодорозсадник НН»;
- ТОВ «Чкаловський електромеханічний завод»;
- ТОВ «МЗВА-ЛІТ»;
- ТОВ «Енергопромдеталь»;
- ЗАТ «Рост».

## Відомі люди
- Чкалов, Валерій Павлович (1904—1938) — льотчик-випробувач.

## Галерея

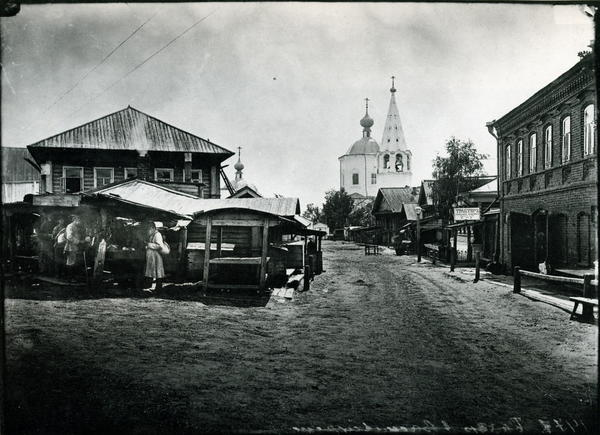
Базар в селі Васильєва Слобода. Початок XX століття. Фото М. П. Дмитрієва
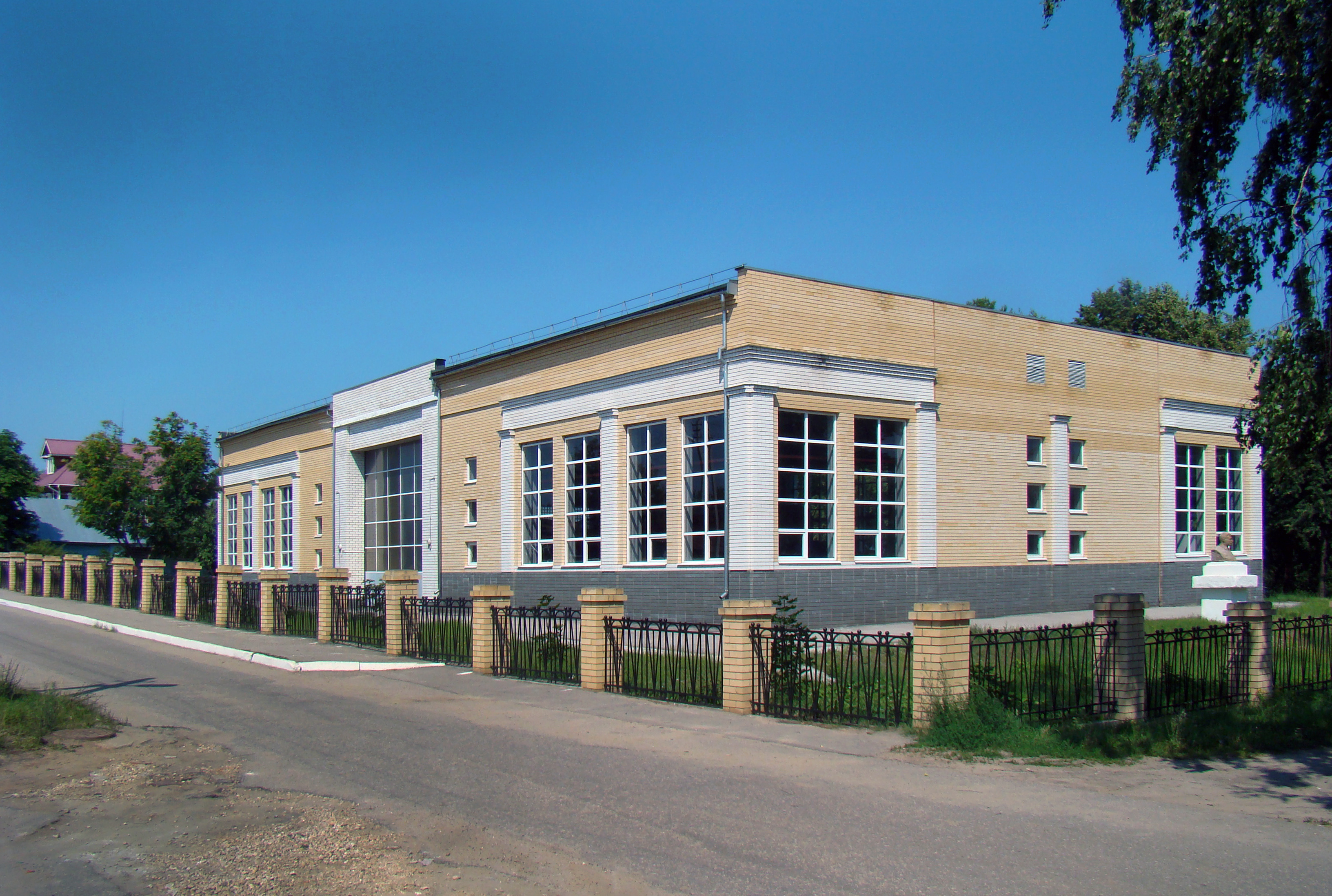
Ангар літаків В. П. Чкалова
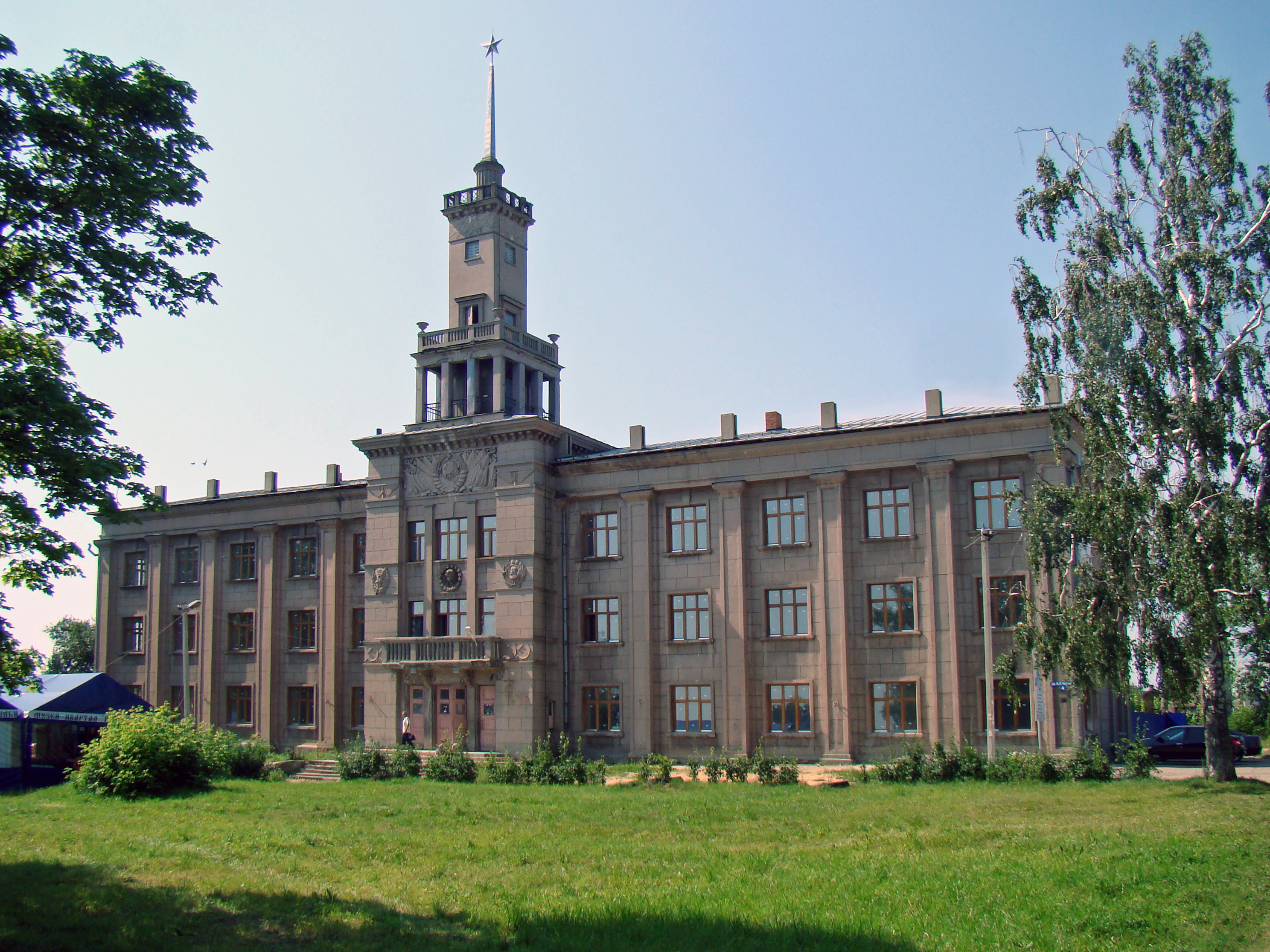
ДК імені Чкалова
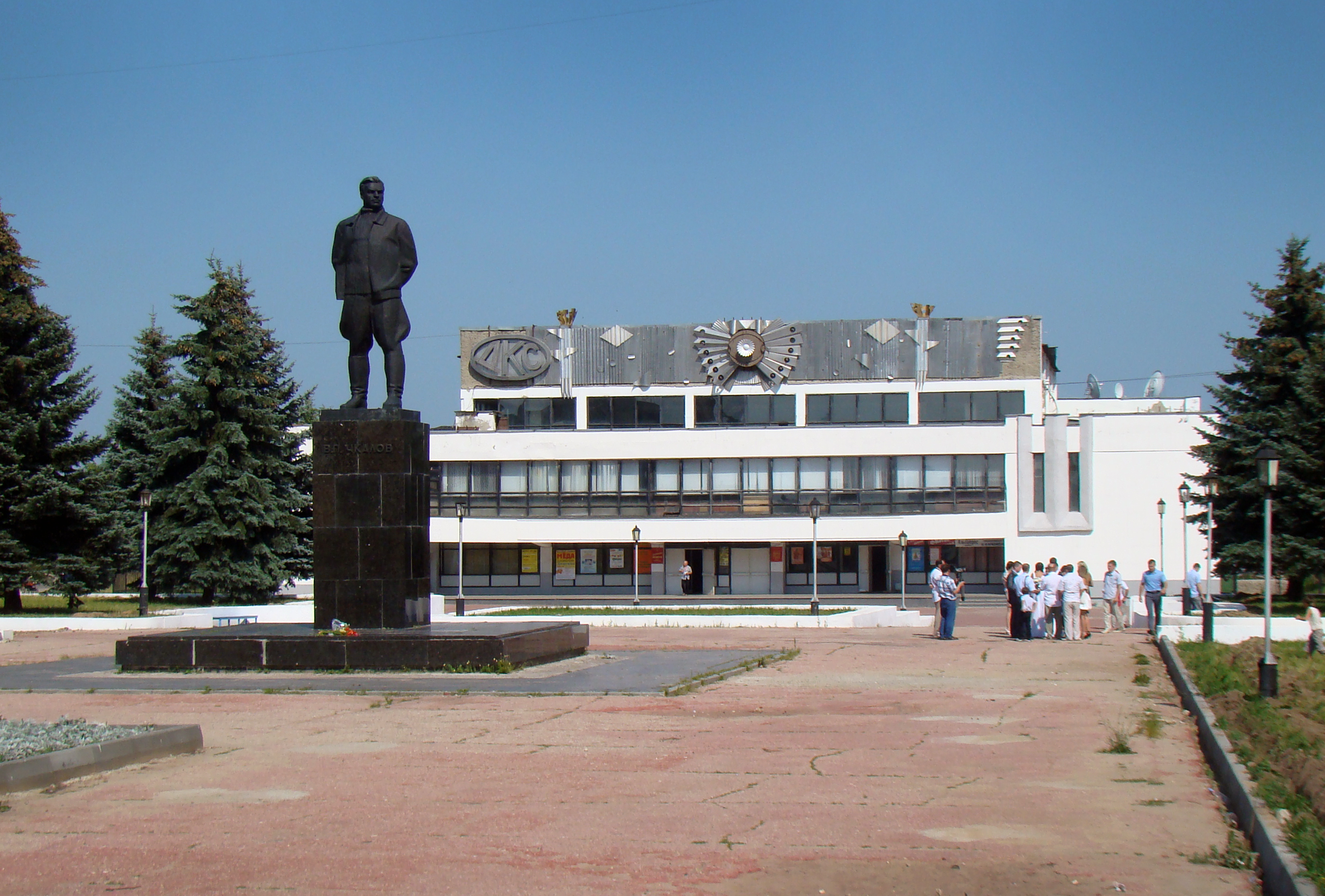
Пам'ятник Чкалову перед палацом культури та спорту
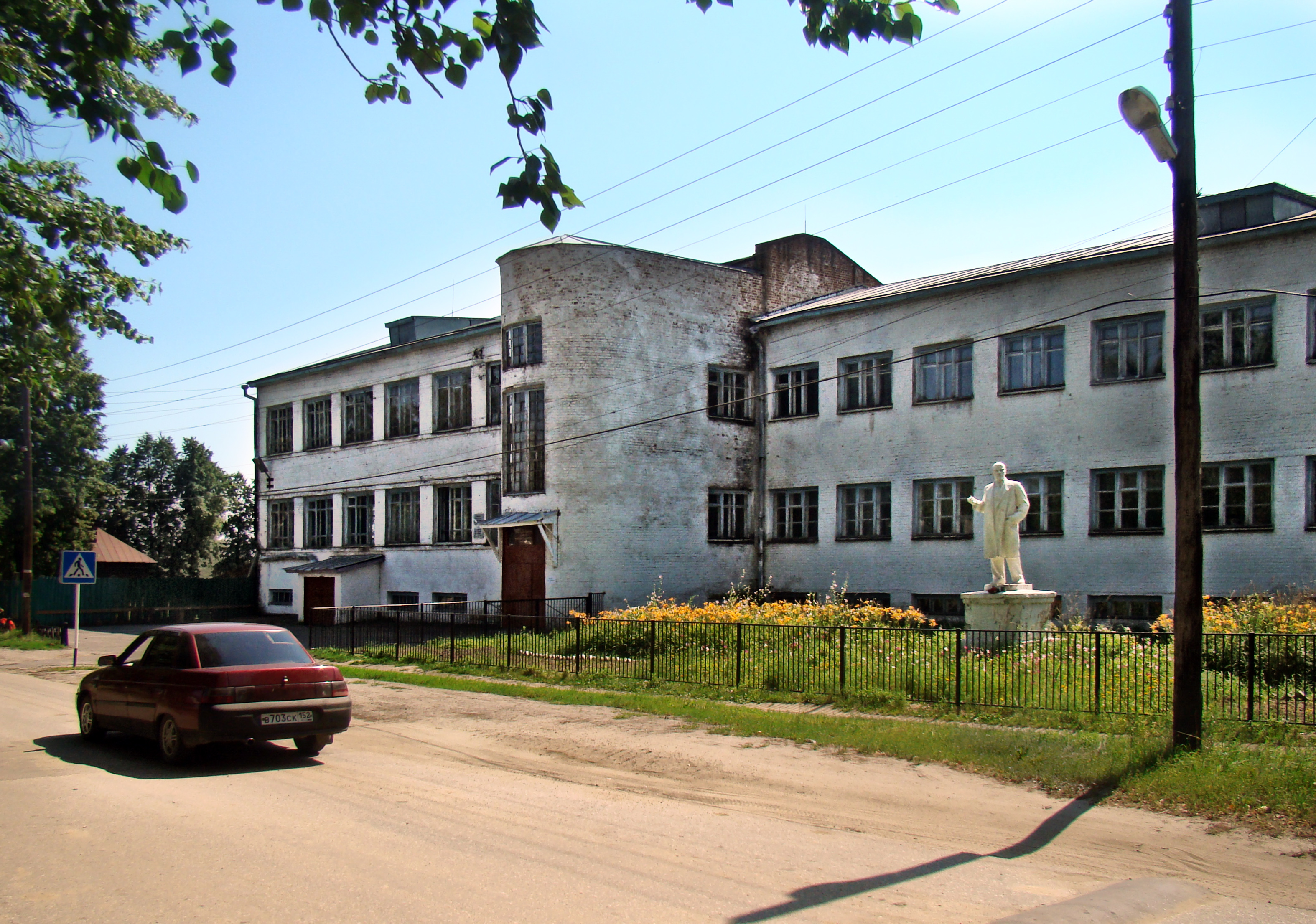
Школа № 4 ім. В. В. Клочкова